# سوسن فقوعة
سوسن فقوعة (باللاتينية: Iris haynei) هو أحد أنواع السوسن و يتبع الفصيلة السوسنية. ينمو هذا النوع في مناطق جبال نابلس شمال الضفة الغربية في فلسطين، وبالأخص قرب قرية فقوعة.
تتميز الزهرة بلونها البنفسجي القاتم بالإضافة إلى اللون الأصفر، وكبر حجم البتلات الزهرية.
تنمو الزهرة وتتفتح في جبال فقوعة خلال فصل الربيع في شهر نيسان .